# Giuseppe Zanoia

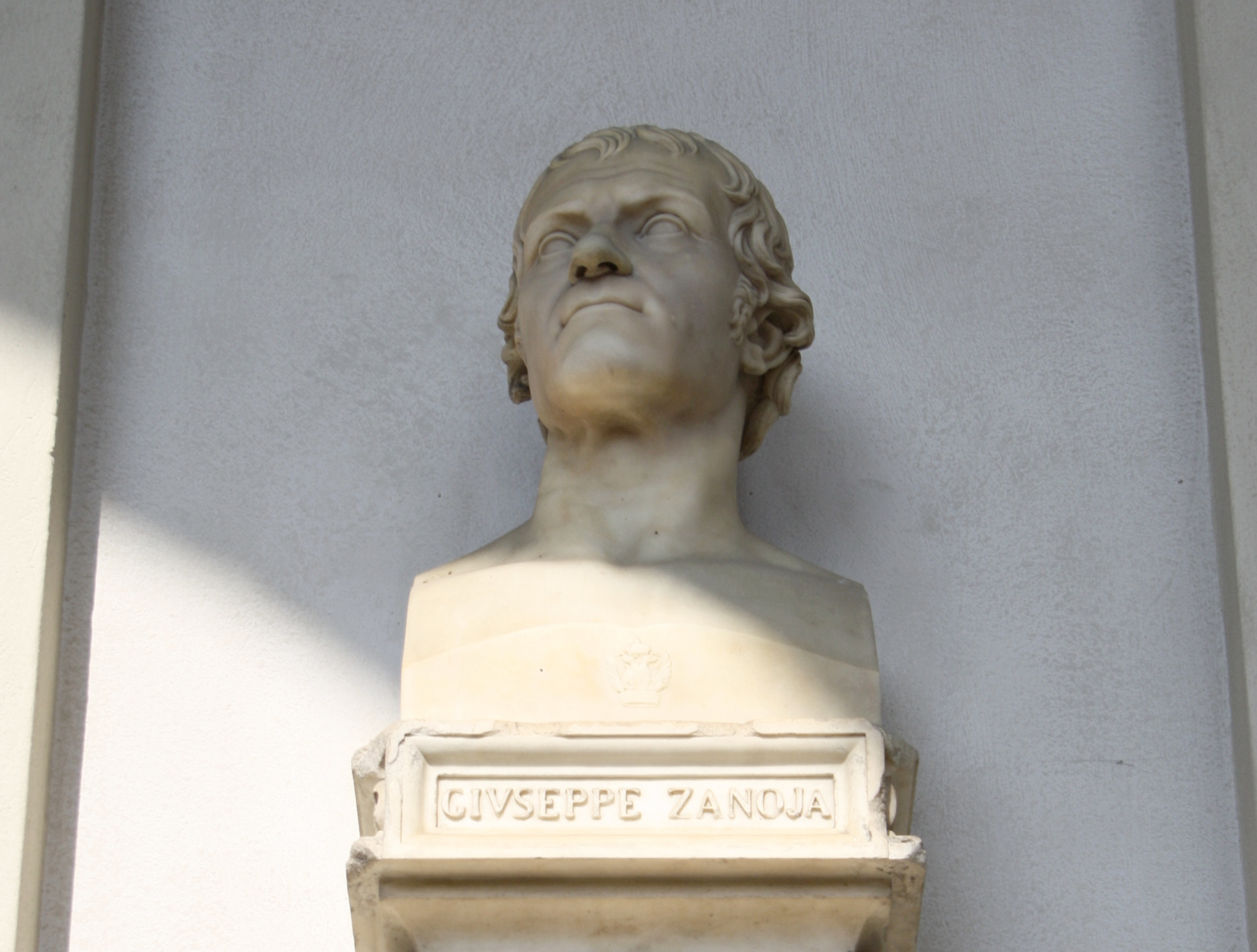
Busto di Giuseppe Zanoia.

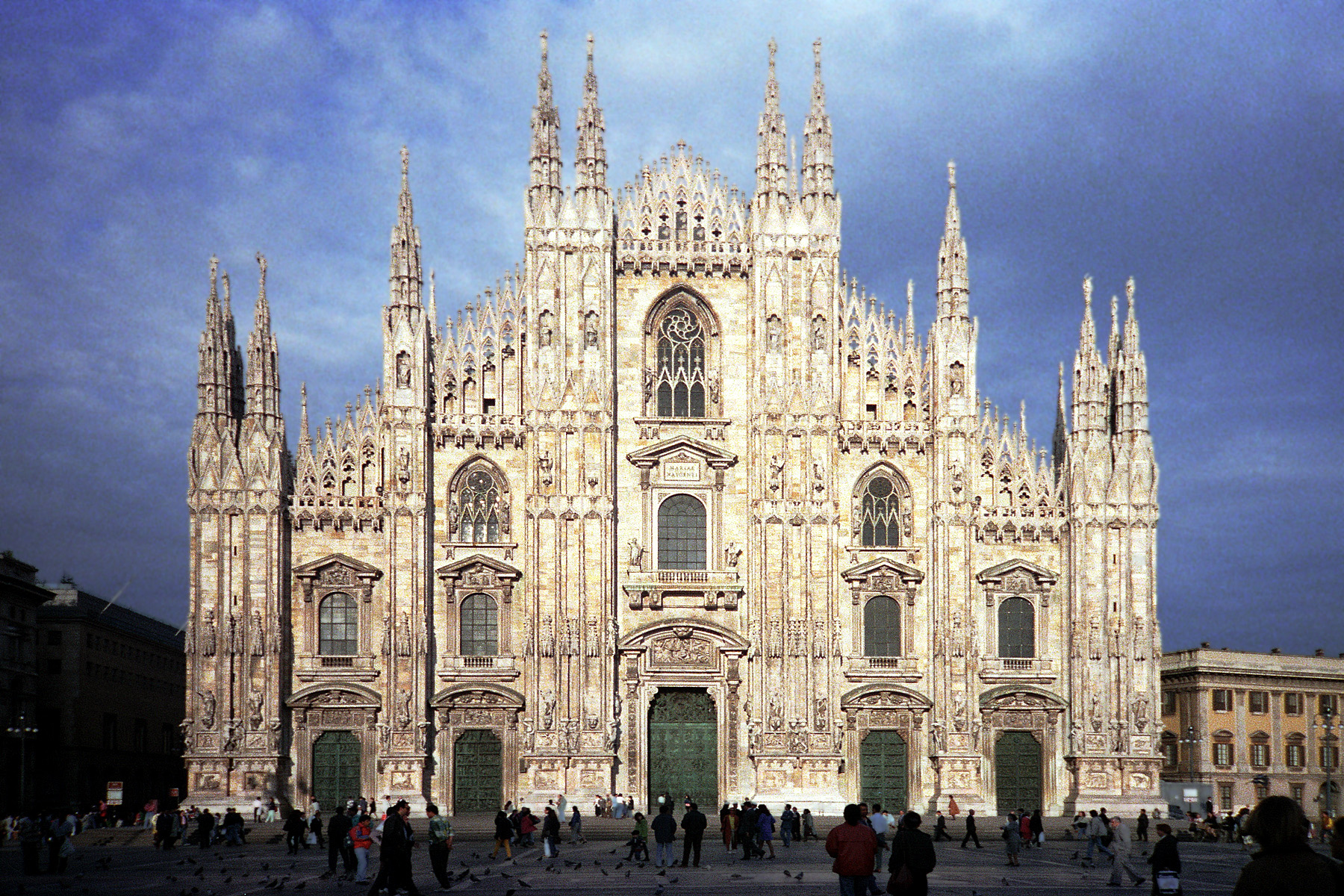
Facciata del Duomo di Milano

Giuseppe Zanoia, o Zanoja, (Genova, 11 febbraio 1752 – Omegna, 18 ottobre 1817) è stato un architetto e poeta italiano.

## Biografia
Canonico presso la basilica di Sant'Ambrogio a Milano, svolse anche l'attività di insegnamento presso l'Accademia di Brera e fu amico di Giuseppe Parini.
In architettura privilegiò lo stile neoclassico, riscontrabile ad esempio nella Porta Nuova, eseguita a Milano tra il 1810 ed il 1813.
Tuttavia quando fu chiamato alla fabbrica del Duomo meneghino realizzò, in collaborazione con Carlo Amati, il progetto per la facciata in stile goticizzante, con un disegno non dissimile da quello proposto da Carlo Felice Soave nel 1791.
A lui si deve anche il rifacimento dell'interno e dell'esterno del Palazzo Archinto di via Olmetto a Milano, che era stato progettato dal Richini.
Fu autore di diversi altari di chiese milanesi, fra le quali si possono segnalare San Tomaso in Terramara e la demolita San Nazaro in Pietrasanta.
Ora sepolto nel mausoleo da Lui progettato dedicato alla Madonna della Santa Casa di Loreto situato ad Omegna.

## Riconoscimenti
Con la delibera n. 385 del 18 novembre 1926 il comune di Novara gli ha intitolato una via nel quartiere Sacro Cuore, precedentemente nota come strada della Bosaccia.